# Scheltema (boekhandel)
Scheltema (geregistreerd als Scheltema B.V.) is een van de grootste boekhandels in Nederland en is gevestigd aan het Rokin in Amsterdam. De boekhandel werd in 1853 opgericht door Jacobus Hendrik Scheltema. Ze groeide uit tot een van de grootste boekhandels van Nederland en bleef tot 1970 zelfstandig.
De winkel was van 1985 tot mei 2015 gevestigd aan het Koningsplein. In 2015 verhuisde Scheltema naar het Rokin te Amsterdam. Het bedrijf heeft daar een vloeroppervlak van 3.200 vierkante meter verspreid over vijf verdiepingen. De boekhandel heeft behalve actuele nieuwe ook ramsj boeken in het assortiment.
In 2020 trok de specialistische reisboekhandel 'Pied à Terre' in bij Scheltema.

## Geschiedenis

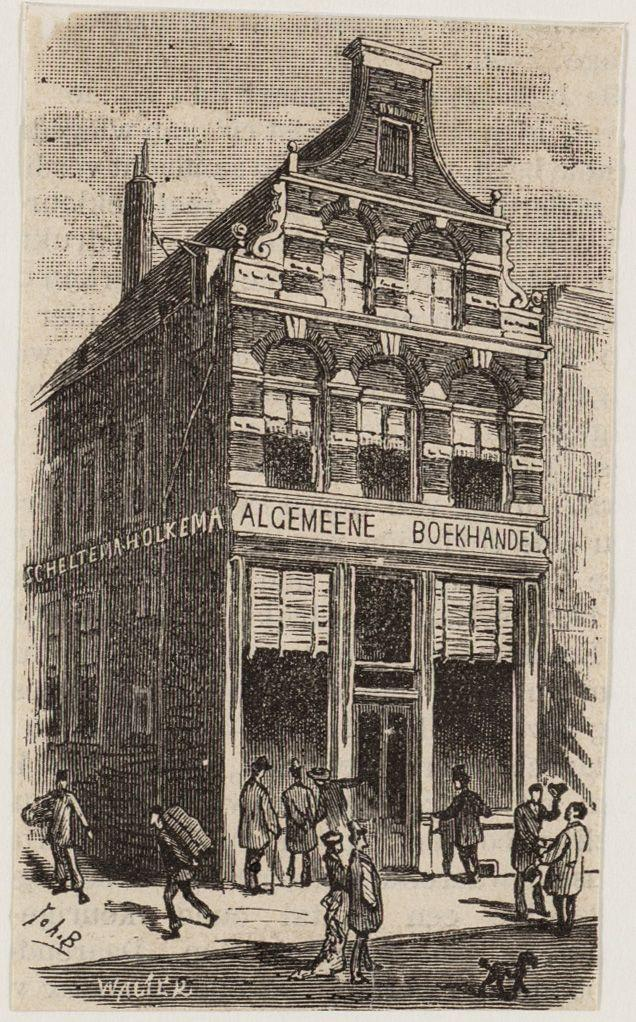
Scheltema & Holkema Algemeene Boekhandel in de Amsterdamse Beurssteeg in 1883

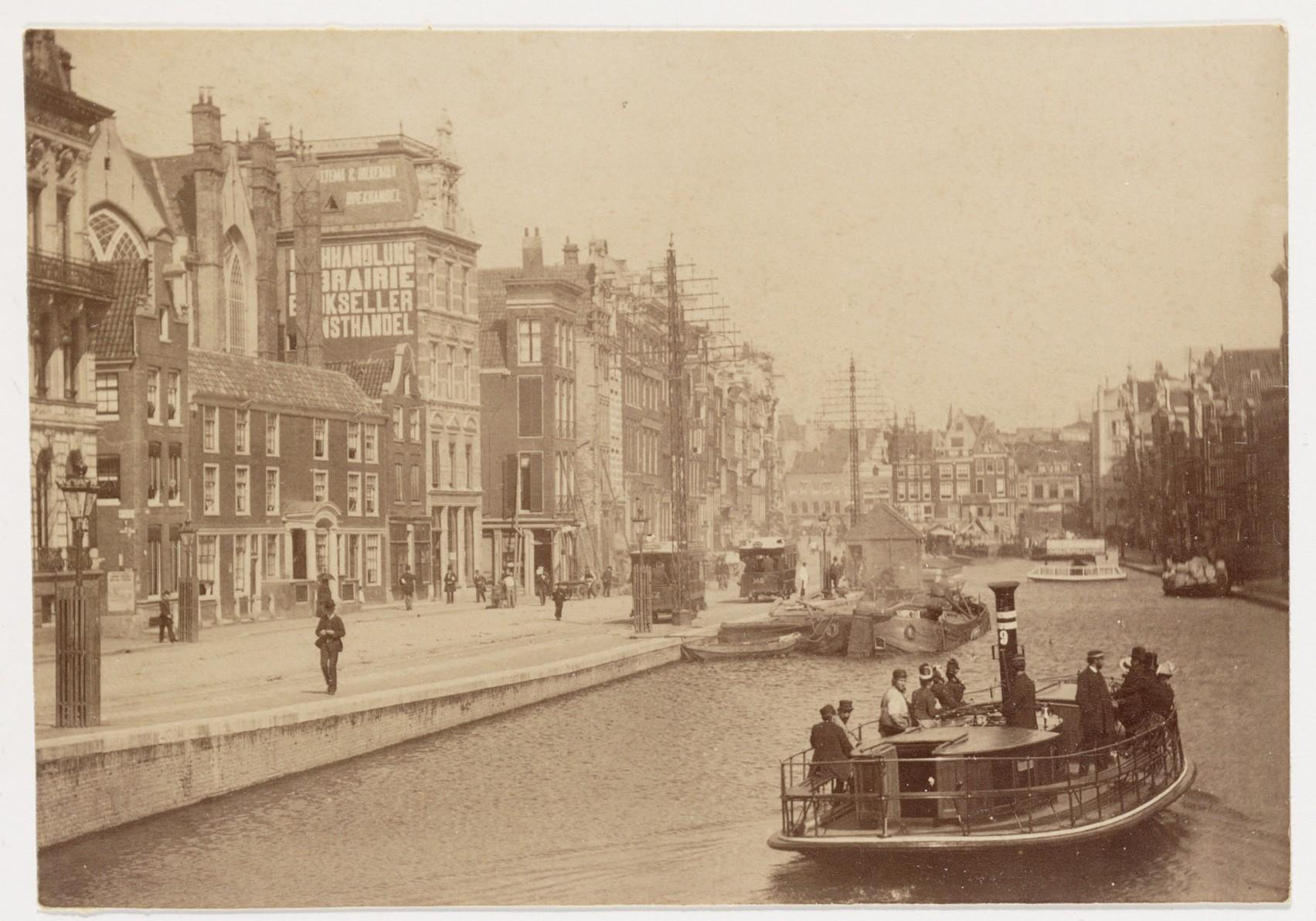
Dak- en gevelreclame van Scheltema & Holkema aan het Rokin 74

Boekhandel Scheltema in de Beurssteeg (het huidige pand Rokin 6) werd op 6 juni 1853 geopend door J.H. Scheltema. Na vijftien jaar verkocht hij de zaak aan Tjomme Holkema, waarop de naam veranderd werd in 'Scheltema & Holkema's Boekhandel'. In 1882 verkocht Holkema de zaak aan winkelbediende Klaas Groesbeek om zich te richten op zijn uitgeverij, die later Van Holkema & Warendorf zou gaan heten. In 1885 verhuisde de in wetenschappelijke literatuur gespecialiseerde boekhandel naar het Rokin op nummer 74. Een bovenzaal huisvestte een doorlopende tentoonstelling van moderne kunst. Later werd het naburige pand erbij getrokken.
In 1970 werd de boekhandel onderdeel van Kluwer. In 1975 fuseerden Scheltema & Holkema en de Academische Boekhandel Vermeulen tot 'Scheltema, Holkema & Vermeulen' en namen hun intrek in het Afrikahuis aan het Spui In 1985 betrok Scheltema een monumentaal pand aan het Koningsplein, dat in 1999 werd verbouwd. Het winkeloppervlak werd verdubbeld en er kwam een café op de eerste verdieping.
Vanaf 2006 droeg de boekhandel, als onderdeel van de 'Boekhandels Groep Nederland', de naam 'Selexyz Scheltema', na het faillissement van Selexyz werd de naam 'Scheltema De Slegte'. Na de fusie met De Slegte tot Polare werd de naam 'Polare Amsterdam voorheen Scheltema'. Na het faillissement van Polare in 2014 ging de boekhandel verder onder zijn oude naam Scheltema. Tussen 2014 en 2024 was Scheltema in het bezit van Novamedia, het moederbedrijf van de Postcodeloterij. Sinds 2024 is Athenaeum Boekhandel NV eigenaar, inmiddels onder de naam Athenaeum | Scheltema BV, met Athenaeum (op het Spui, in Zuidoost (Athenaeum Zuidoost) en Haarlem), Boekhandel Van Rossum en Het Martyrium.